# England, England
England, England è un romanzo di Julian Barnes del 1998, finalista al Booker Prize dello stesso anno.
Il romanzo esplora l'idea di replicare l'Inghilterra in un parco a tema sull'Isola di Wight. Analizza le questioni dell'identità nazionale, l'invenzione della tradizione, la creazione dei miti e l'autenticità della storia e della memoria.
Il romanzo si riferisce in tal modo al concetto di simulacro di Jean Baudrillard e affronta il significato delle repliche in un'epoca postmoderna.

## Trama
Il romanzo è diviso in tre parti. La prima parte si concentra sulla protagonista Martha Cochrane e i suoi ricordi d'infanzia. Cresciuta nella campagna inglese, la sua tranquilla infanzia viene interrotta quando il padre abbandona la famiglia. I suoi ricordi del padre sono strettamente legati a quando avevano completato assieme un puzzle delle contee inglesi.
La seconda parte è ambientata in un futuro prossimo. Martha è ormai sulla quarantina e viene assunta Sir Jack Pitman per realizzare un suo progetto megalomane. Sir Jack mira a trasformare l'isola di Wight in un gigantesco parco a tema che contiene tutto ciò che la gente, soprattutto turisti, considerano tipicamente inglese. Il parco a tema chiamato "England, England" diventa così una replica dei più noti edifici storici, personaggi e luoghi inglesi.
Mentre si lavora alla preparazione del progetto, Martha inizia una relazione con uno dei suoi colleghi, Paul Harrison. Vengono a conoscenza delle discutibili preferenze sessuali di Sir Jack e cominciano a ricattarlo. Martha diventa così l'amministratrice delegata del progetto, che si rivela essere una meta turistica molto popolare. A seguito del grande successo, "England, England" diventa uno Stato indipendente facente parte dell'Unione europea, mentre la vera Inghilterra soffre un grave declino e cade sempre di più nel dimenticatoio. Tuttavia, dopo un grosso scandalo nel parco a tema, Martha viene espulsa dall'isola.
La terza parte del romanzo è ambientata decenni più tardi: Marta è tornata in un villaggio nella vecchia Inghilterra, dopo molti anni di peregrinazioni all'estero. La nazione è regredita in uno stato pre-industriale dalla scarsa popolazione e senza alcuna influenza politica internazionale, mentre "England, England" continua a prosperare. Gli abitanti del villaggio cercano di ristabilire una festa tradizionale nel villaggio con l'aiuto dei ricordi di Martha. Martha passa i suoi ultimi giorni in questo ambiente rurale a riflettere sul suo passato.

## Edizioni
- Julian Barnes, England, England, Einaudi, 2000,  p. 291, ISBN 88-06-15126-6.